# Летево
Ле́тево (рос. Летево) — присілок у складі Вадінського району Пензенської області, Росія.
Населення — 12 осіб (2010; 18 у 2002).
Національний склад станом на 2002 рік:
- росіяни — 100 %